# To the world of the future
To the world of the future is het vierde studioalbum van Earth & Fire.
Het album werd opgenomen in de Soundpush Studio in Hilversum met geluidstechnici John Sonnevelt, Jan Schuurman en Jan Audier. Earth & Fire, dat nogal lang deed over de opnamen, liet ook op dit album een mengeling horen van popmuziek voor de hitparades en symfonische rock, waarbij muren van geluid werden opgetrokken. Jim van Alphen van Het Parool constateerde een toename van elektronische elementen met spacerockachtige elementen (To the world of the future). Ook de geluidseffecten (een storm in The last seagull) vielen hem op.  De leden zelf zagen de aanduiding symfonische rock zelf niet zitten; zij hielden er niet van dat hun muziek in hokjes ingedeeld werd. De titel van het album verwijst naar de titeltrack waarin tekstschrijver Hans Ziech (net uit de band gestapt maar gehandhaafd als tekstschrijver) over zijn toekomstbeeld (onder andere overbevolking) schrijft; Jip Golsteijn van De Telegraaf vond dat nogal pretentieus. Hij werd daarin gesteund door OOR's Pop-encyclopedie (versie 1979) die het zelfs had over overpretentieus.
Naar eigen zeggen ging Earth & Fire door op de met het vorige album ingeslagen weg, mede doordat fans niets anders wilden. Wat zich ook doorontwikkelde was de moeilijke verhouding tussen band en pers en de bandleden onderling. Het album reikte nog ver in de historie; bij het afscheid van Jerney Kaagman in 1993 van BV Pop kwam To the world weer bovendrijven.
Voor het hoesontwerp werd geshopt bij de galerie van Frans Leidelmeijer. De promotiesingles Love of life en Only time will tell scoorden weer hoog in de hitparades.
Het album stond zeven weken genoteerd in de Album top 20 (hoogste plaats 6) ; het had hevige concurrentie van een album van George Baker Selection en Vroeger of later van Robert Long.

## Musici
- Jerney Kaagman – zang
- Chris Koerts – gitaren, toetsinstrumenten, zang
- Theo Hurts – basgitaar, akoestische gitaar
- Gerard Koerts – toetsinstrumenten waaronder mellotron
- Ton van der Kleij – drumstel, percussie

Met
- Nippy Noya – conga
- Titia Tieman-van der Laars – harp
- Piet Souer, arrangementen voor koorzang

## Muziek
| Nr. | Titel                                                                                     | Duur  |
| --- | ----------------------------------------------------------------------------------------- | ----- |
| 1.  | To the world of the future (Muziek: Chris Koerts, Tekst: Ziech, Chris Koerts)             | 11:29 |
| 2.  | How time flies (Muziek:Ton van der Kley Tekst: Ton van der Kley)                          | 3:18  |
| 3.  | The last seagull (Chris en Gerard Koerts, Hurts)                                          | 7:35  |
| 4.  | Only time will tell (Muziek: Gerard en Chris Koerts Tekst: Chris en Gerard Koerts, Ziech) | 3:42  |
| 5.  | Voice from yonder (Muziek: Hurts Tekst: Hurts)                                            | 7:01  |
| 6.  | Love of life (Muziek: Chris Koerts Tekst: Chris en Gerard Koerts, Ziech)                  | 3:10  |
| 7.  | Circus (Muziek: Gerard Koerts Tekst:Kaagman, Gerard Koerts)                               | 6:20  |

Voice of yonder (stem uit het hiernamaals) is geïnspireerd op een Brits radioprogramma uit 1974 waarin tijdens een seance de stem van Allan Terry (overleden in 1928) te horen zou zijn geweest. Bij een heruitgave in 2011 werden de tracks aangevuld met vijf andere.